# Педро Моралес Флорес
Педро Моралес Флорес (ісп. Pedro Morales Flores, нар. 25 травня 1985, Уальпен) — чилійський футболіст, що грав на позиції півзахисника, зокрема за національну збірну Чилі.

## Клубна кар'єра
Народився 25 травня 1985 року в місті Уальпен. Вихованець футбольної школи клубу «Уачіпато». Дорослу футбольну кар'єру розпочав 2004 року в основній команді того ж клубу, в якій провів три з половиною сезони, взявши участь у 101 матчі чемпіонату. 
Протягом 2007—2008 років захищав кольори клубу «Універсідад де Чилі», звідки перейшов до хорватського «Динамо» (Загреб). У новій команді був серед головних бомбардирів, маючи середню дуже пристойну, як для півзахисника, результативність на рівні 0,45 гола за гру першості. Попри це стабільним гравцем основного складу не був, зробивши утім досить вагомий внесок у здобуття «динамівцями» чотирьох титулів чемпіонів Хорватії поспіль.
2012 року був відданий в оренду назад до «Універсідад де Чилі», а на початку 2013 на умовах повноцінного контракту приєднався до іспанської «Малаги». В Іспаній був гравцем ротації команди, а за рік перейшов до канадського «Ванкувер Вайткепс». У цій командібув одним з ключових гравців, також демонструючи непогану результативність.
2017 року повернувся на батьківщину, де грав за «Коло-Коло» та «Універсідад де Консепсьйон», а в 2019—2020 роках завершував ігрову кар'єру в «Депортес Темуко».

## Виступи за збірні
2005 року залучався до складу молодіжної збірної Чилі. Був учасником тогорічної молодіжної світової першості, де став автором гола на груповому етапі, а чилійці припинили боротьбу на стадії 1/8 фіналу.
За два роки, у 2007, дебютував в офіційних матчах у складі національної збірної Чилі. Загалом протягом кар'єри в національній команді, яка тривала 4 роки, провів у її формі 14 матчів, забивши 3 голи.

## Титули і досягнення
- Чемпіон Хорватії (4):

«Динамо» (Загреб): 2008-2009, 2009-2010, 2010-2011, 2011-2012
- Володар Кубка Хорватії (3):

«Динамо» (Загреб): 2008-2009, 2010-2011, 2011-2012